# Dąb Dominator

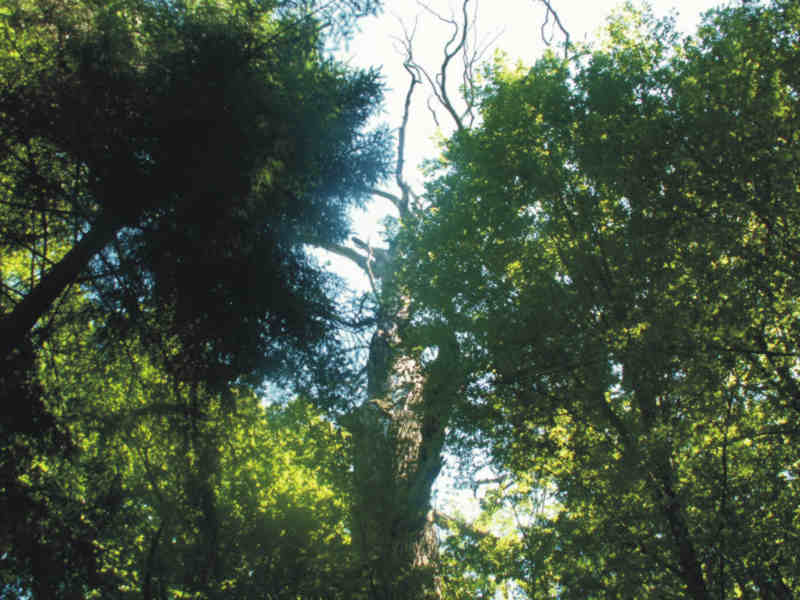
Korona (stan z 2005 roku)

Dąb Dominator – jeden z najgrubszych dębów w Puszczy Białowieskiej (obwód pnia na wys. 130 cm od podstawy – 680 cm, wys. – ponad 36m.). Drzewo dziś jest już martwe – uschło w 1992, pień jest już w znacznym stopniu pozbawiony kory. 
Przez wiele lat dominował pod względem rozmiarów w południowej części Puszczy Białowieskiej. Wiek tego dębu oceniany był na 450 lat.

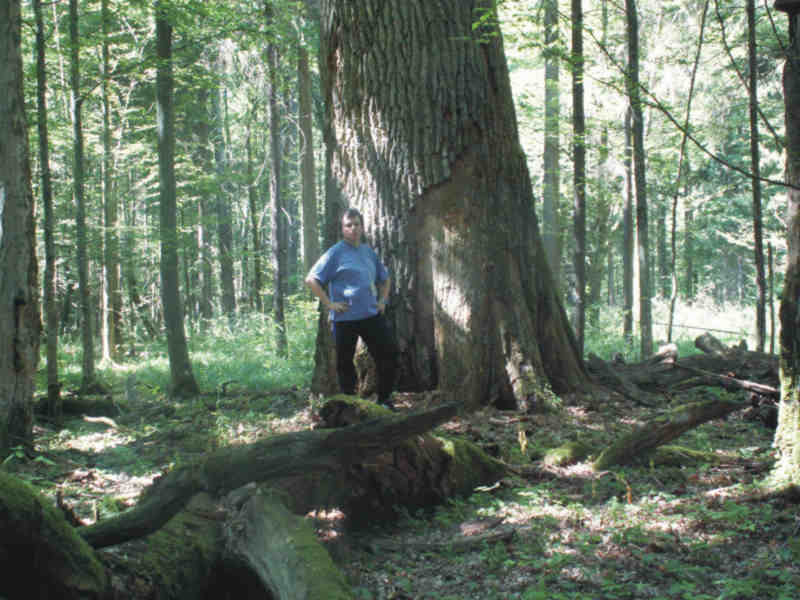
Pień Dębu Dominatora